# Brazen Abbot
I Brazen Abbot sono un gruppo hard rock fondato nel 1994 dal  polistrumentista, produttore e compositore bulgaro Nikolo Kocev.

## Storia del gruppo
I Brazen Abbot nascono nel 1994: ogni disco pubblicato dal gruppo vede l'alternarsi di svariati cantanti (generalmente 3 o 4) nell'ambito dello stesso album.
Il sound della band rimanda molto a celebri nomi del panorama hard rock, quali: Led Zeppelin, Deep Purple, Black Sabbath e Rainbow.
Ad eccezione dell'ultimo disco (ed il live precedente), tutte le pubblicazioni dei Brazen Abbot vedono alla sezione strumentale i musicisti degli Europe; ciò ha contribuito notevolmente a dare un'omogeneità  e una precisa identità musicale a questi dischi, peraltro prodotti e mixati quasi sempre da Kocev stesso.
Nonostante a queste produzioni abbiano partecipato artisti come Joe Lynn Turner, Glenn Hughes, Jørn Lande, Göran Edman, Tony Harnell e altri ancora, va precisato che Turner è stato l'unico cantante utilizzato per le performance dal vivo.
Molti di questi artisti sono apparsi come ospiti nell'ambiziosa rock opera Nikolo Kotzev's Nostradamus del 2001.

## Formazione

### Formazione attuale
- Nikolo Kocev - chitarra, violino
- Göran Edman - voce
- Joe Lynn Turner - voce (1996- )
- Tony Harnell - voce (2005- )
- Erik Mårtenson - voce (2005- )
- Nelko Kolarov - tastiere (2005- )
- Wayne Banks - basso (2004- )
- Mattias Knutas - batteria (2005- )

### Ex componenti
- Glenn Hughes - voce (1995)
- Thomas Vikström - voce (1995-1997)
- Jørn Lande - voce (2003)
- Mic Michaeli - tastiere (1995-2003)
- Lars Pollack - tastiere (2004)
- Svante Henryson - basso (1995)
- John Levén - basso (1996-2003)
- Ian Haugland - batteria (1995-2003)
- Thomas Broman - batteria (2004)

## Discografia
Album in studio
- 1995 - Live and Learn
- 1996 - Eye of the Storm
- 1997 - Bad Religion
- 2003 - Guilty as Sin
- 2004 - A Decade of Brazen Abbot (Live)
- 2005 - My Resurrection